# Siboglínids
Els siboglínids (Siboglinidae) són una família d'anèl·lids poliquets de l'ordre dels sabèl·lides, per bé que durant anys van ser considerats un embrancament propi, denominat pogonòfors (Pogonophora). Són animals poc coneguts, vermiformes i que viuen dins un tub. No van ser descoberts fins al 1900, quan se'n van trobar alguns exemplars per mitjà de dragats a grans profunditats a la costa d'Indonèsia. Acostumen a viure en els fons marins, generalment a més de 200 metres. Aquesta circumstància, unida a la seva extrema fragilitat en dificulta en gran manera l'estudi. Se'n coneixen 196 espècies.

## Característiques
Són animals sèssils, i viuen ens tubs quitinosos verticals que fabriquen ells mateixos. Algunes espècies són de mida molt gran, fins a 1,5 metres en el cas de Riftia pachyptila. Són vermiformes, amb un cos cilíndric dividit en regió cefàlica, tronc i opistosoma (que no es va descriure fins al 1963). La regió cefàlica presenta un nombre variable de tentacles, que són els que donaven nom al embrancament.
Una de les principals característiques del grup és l'absència de boca i tub digestiu. En realitat, s'alimenten gràcies al mutualisme amb bacteris quimioautòtrofs del sofre. Aquests bacteris oxiden sulfur d'hidrogen, amb la qual cosa proporcionen al pogonòfor nutrients que necessita per subsistir. Els bacteris es presenten en el trofosoma, un òrgan derivat de la regió mitjana del tub digestiu de l'embrió (la resta del tub digestiu es perd quan arriben a la maduresa). A causa d'això necessiten viure en zones riques en sulfur d'hidrogen, que resulten hostils a gairebé tots els éssers vius, com falles oceàniques amb fonts hidrotermals d'origen volcànic.

## Història natural
Els siboglínids viuen dins uns tubs formats per anells imbricats de quitina, que ells mateixos secreten, enterrats verticalment en els sediments profunds. Només hi sobresurt una mica la part anterior de l'animal, que és aproximadament tan llarg com el tub i s’hi pot moure a dins, amunt o avall.
Els siboglínids es reprodueixen sexualment. Són animals dioics sense dimorfisme sexual. Les femelles dipositen els òvuls a la part anterior del tub quitinós, on es durà a terme la fecundació i el desenvolupament embrionari.